# 아파치 스팸어쌔신
아파치 스팸어쌔신(Apache SpamAssassin)은 내용 일치 규칙 기반의 스팸 메일 필터링을 위해 사용되는 아파치 라이선스 2.0 하에 공개된 컴퓨터 프로그램이다. 현재 아파치 재단의 일부이다.
스팸어쌔신은 "최고의 리눅스 기반 스팸 방지 솔루션"으로서 리눅스 뉴 미디어 어워드 2006을 수상했다.

## 역사
스팸어쌔신은 Mark Jeftovic의 filter.plx라는 이름의 초기 프로그램에 대해 수많은 패치를 관리하였던 저스틴 메이슨이 만든 것으로, 이는 1997년 8월에 시작한 것으로 간주된다. 메이슨은 Jeftovic의 코드를 처음부터 다시 작성하여 2001년 4월 20일에 그 결과가 되는 코드 기반을 소스포지닷넷에 업로드하였다. 2004년 여름, 이 프로젝트는 아파치 소프트웨어 재단 프로젝트가 되었고 나중에 공식 이름이 아파치 스팸어쌔신으로 바뀌었다. 이 프로젝트는 부분적으로는 게리 로빈슨 등의 사람들이 개발한 알고리즘을 동반하였다.

## 참고 문헌
- McDonald, Alistair (2004년 9월 27일). 《SpamAssassin: A Practical Guide to Integration and Configuration》 1판. Packt Publishing. 240쪽. ISBN 978-1-904811-12-1. 2014년 8월 2일에 원본 문서에서 보존된 문서. 2015년 5월 1일에 확인함.
- Schwartz, Alan (July 2004). 《SpamAssassin》 1판. 오라일리 미디어. 207쪽. ISBN 978-0-596-00707-2.